# Apeadeiro de Abrunhosa
O Apeadeiro de Abrunhosa, originalmente denominado de Abrunhosa-a-Velha, é uma interface da Linha da Beira Alta, que serve a localidade de Abrunhosa-a-Velha, no Distrito de Viseu, em Portugal. Foi inaugurado em 10 de Agosto de 1935, pela Companhia dos Caminhos de Ferro Portugueses da Beira Alta, substituindo um apeadeiro com o mesmo nome.

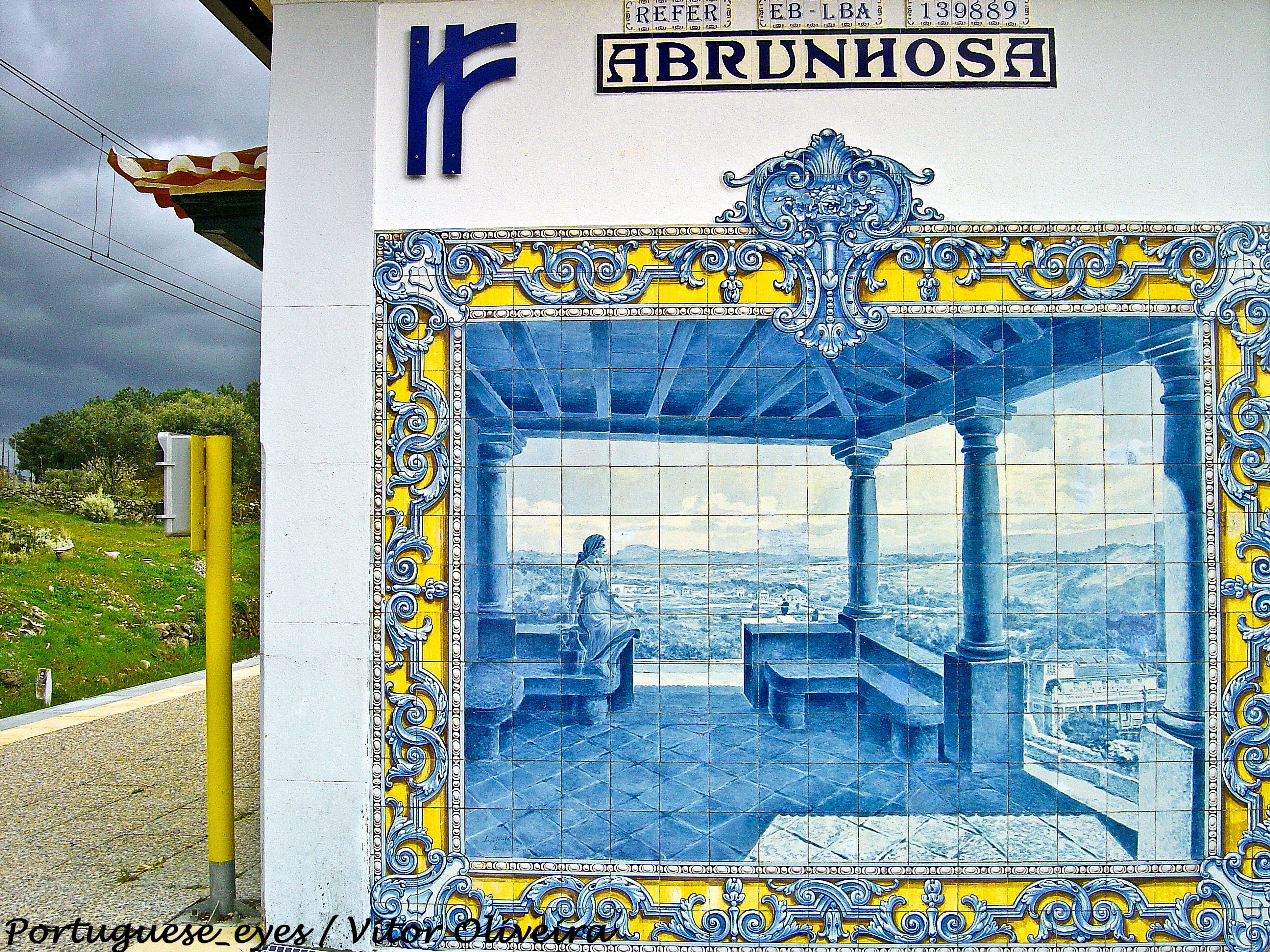
Abrigo do apeadeiro em 2008, 10 anos antes do encerramento.

## Descrição
Esta interface encontra-se junto à localidade de Abrunhosa-a-Velha.

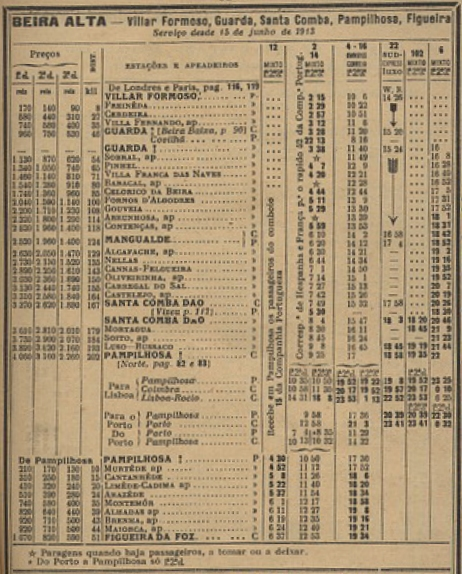
Horário da Linha da Beira Alta em 1913, incluindo o apeadeiro de Abrunhosa.

## História

### Antecedentes
A Linha da Beira Alta abriu à exploração em 1 de Julho de 1882, de forma provisória, tendo a linha sido totalmente inaugurada em 3 de Agosto do mesmo ano, pela Companhia dos Caminhos de Ferro Portugueses da Beira Alta. Abrunhosa não constava entre as estações e apeadeiros existentes na linha à data de inauguração, porém, tendo este interface sido criado posteriormente. O apeadeiro original situava-se ao PK 140+260.

### Antigo apeadeiro
Em Junho de 1913, a gare de Abrunhosa era servida por vários comboios da Companhia da Beira Alta. Em Julho de 1923, a via na Linha da Beira Alta estava a ser alvo de obras de renovação até Abrunhosa.

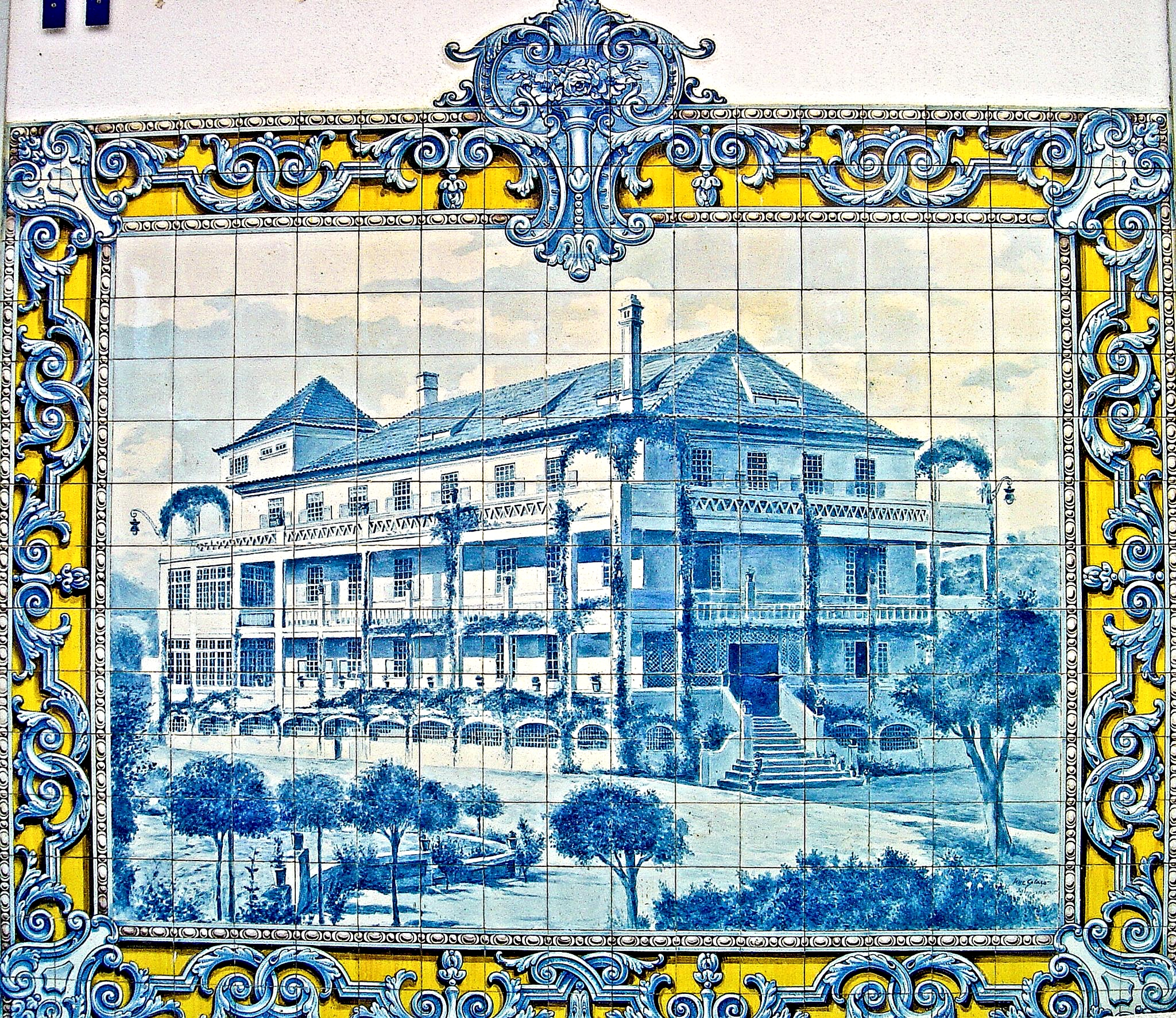
Um dos painéis azulejares no abrigo do apeadeiro, mostando a Casa de Repouso de Abrunhosa-a-Velha.

### Inauguração da nova gare
Em 10 de Agosto de 1935, a Companhia da Beira Alta inaugurou uma nova interface na Abrunhosa, que demorou cerca de um mês a ser construída, encerrando o anterior apeadeiro com o mesmo nome, distante 372 m para nascente. O principal motivo para a construção de uma nova interface foi a circunstância da gare de Abrunhosa ser, na altura, o principal ponto de acesso para a Casa de Repouso de Abrunhosa-a-Velha, um importante estabelecimento hoteleiro. Pelo mesmo motivo, este apeadeiro passou desde logo a ser servido pelos comboios rápidos da Linha da Beira Alta, e pelo Sud Expresso. A cerimónia de inauguração contou com um comboio especial para o transporte de convidados, animação musical, e lançamento de foguetes, tendo discursado, entre outras individualidades, o administrador-delgado da Companhia da Beira Alta, Visconde do Marco, o engenheiro Joaquim Abranches, e o antigo Ministro do Interior, Mário Pais de Sousa. No mesmo dia, também foi inaugurado o troço de estrada que fazia a ligação ao apeadeiro. Este apeadeiro entrou oficialmente ao serviço em 25 de Agosto de 1935, com serviços de mercadorias, bagagens e passageiros, substituindo a antiga gare de Abrunhosa. Na altura da sua abertura ao serviço, o edifício deste apeadeiro consistia num abrigo para passageiros, e numa habitação para o chefe de estação, com um gabinete para o telégrafo; de estilo regional, estava decorado com azulejos de Jorge Colaço.

### Século XX
Em 1940, o apeadeiro de Abrunhosa ficou na vigésima quarta posição num concurso dos jardins na Linha da Beira Alta, organizado pela companhia.
Dados oficiais de 1985 indicam para este interface o estatuto apeadeiro, mas munido de edifício de passageiros, que se  situava do lado sul da via (lado direito do sentido ascendente, a Vilar Formoso).

### Século XXI
A 5 de Agosto de 2018, com a introdução de novos horários pela CP, os comboios regionais entre Coimbra e a Guarda deixaram de efectuar paragem neste apeadeiro, que ficou sem qualquer serviço ferroviário.